# Russell Lee
Russell Lee (21. července 1903 Ottawa, Illinois – 28. srpna 1986 Austin, Texas) byl americký fotograf a fotožurnalista známý svou prací pro společnost Farm Security Administration. Dokumentoval dopady velké hospodářské krize v USA v roce 1929.

## Život a dílo
Jako syn Burtona Leeho a jeho manželky Adeline Wernerové vyrostl v Ottawě ve státě Illinois. Střední vzdělání získal na Culver Military Academy v Culveru ve státě Indiana.
Vystudoval jako chemický inženýr a na podzim roku 1936 se stal členem týmu fotografů sestaveným Royem Strykerem, federálně sponzorované Farm Security Administration. Lee byl zodpovědný za některé kultovní snímky zhotovené v FSA, včetně fotografických studií v San Augustinu v Texasu v roce 1939 a Pie Townu v Novém Mexiku v roce 1940.
Po defundaci FSA v roce 1943 a také po vojenské službě v druhé světové válce Lee i nadále pracoval pro Strykera. Fotografoval public relations snímky pro společnost Standard Oil v New Jersey. Některé z těchto 80 tisíc fotografií dotovala firma Exxon Corporation univerzitě v Louisville v Kentucky. V roce 1947 se Lee přestěhoval do Austinu v Texasu a v roce 1965 se stal prvním instruktorem fotografie na Texaské univerzitě.

## Farm Security Administration
FSA byla společnost, která byla vytvořena v USA v roce 1935 v rámci New Dealu. Úkolem bylo v krizi pomáhat proti americké venkovské chudobě. FSA podporovalo skupování okrajových pozemků, práci na velkých pozemcích s moderními stroji a kolektivizaci. Vedle Leeho byli v sociologicko-dokumentárním programu této agentury zapojeni fotografové jako například Walker Evans, Dorothea Langeová, Roy Stryker, Arthur Rothstein nebo Ben Shahn.
Desítky jeho snímků spadají do kategorie public domain a jsou k dispozici na úložišti obrázků Wikimedia Commons.

## Galerie

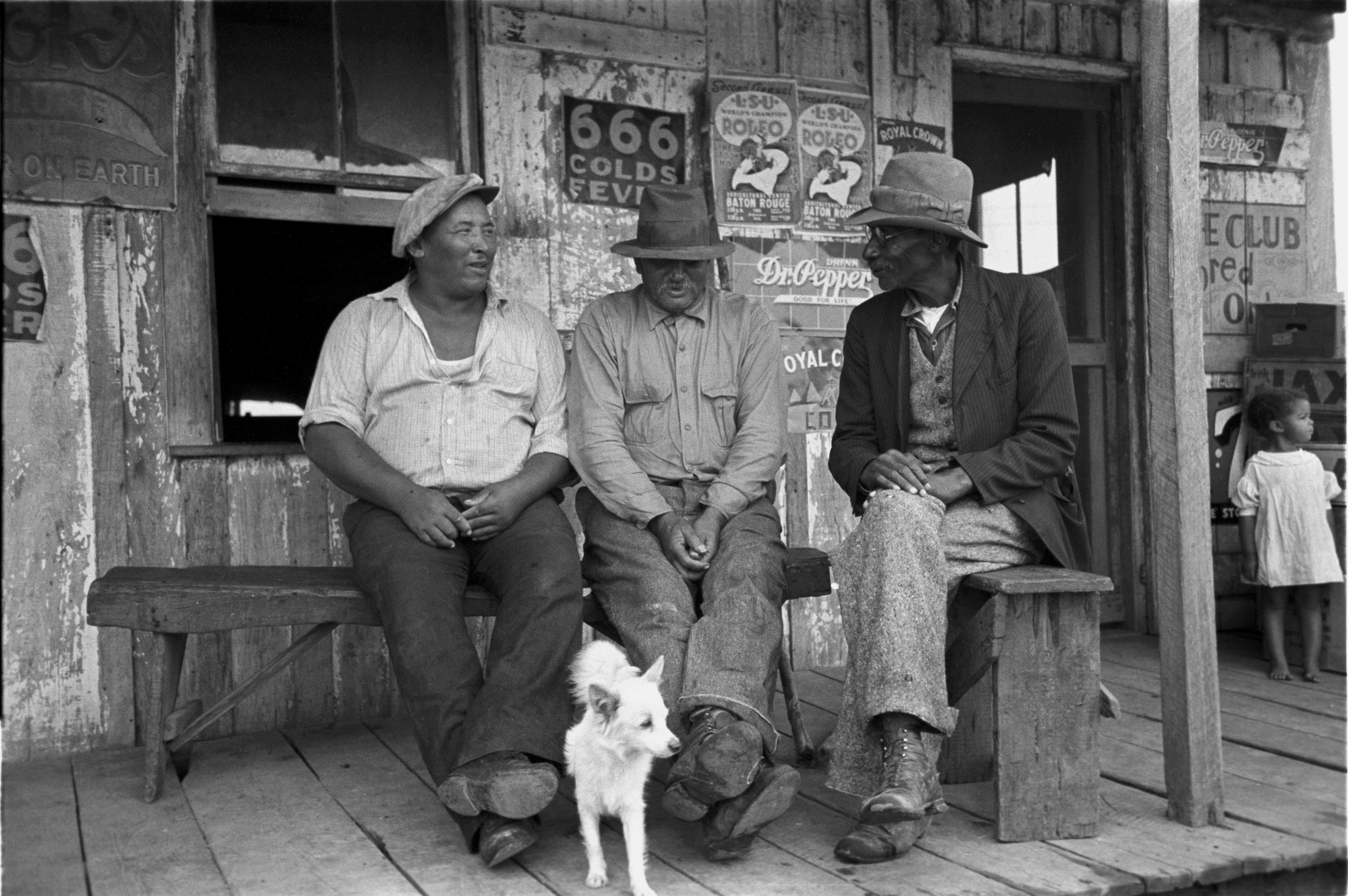
Rozhovor před obchodem, Louisiana, 1938
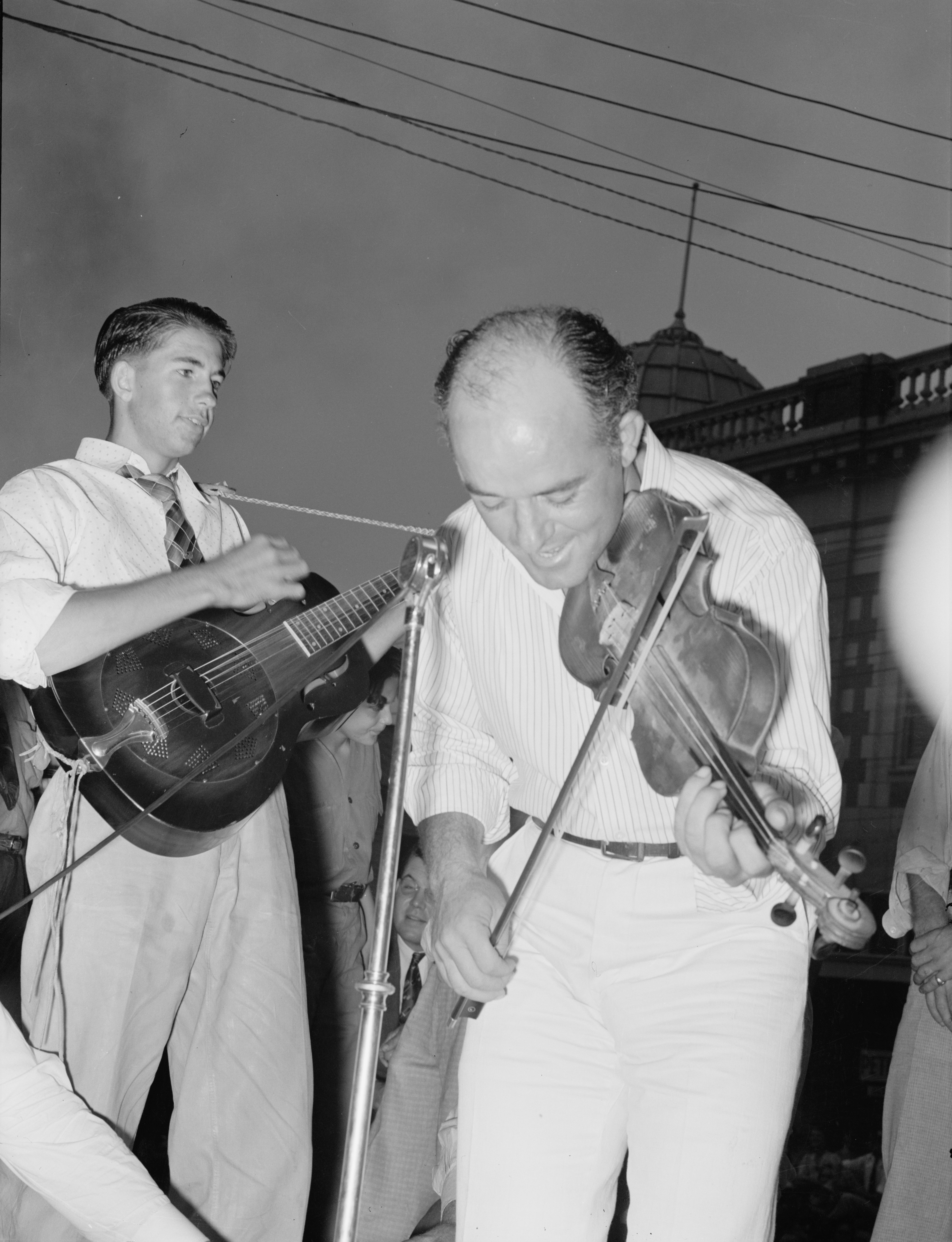
Cajun podfukář, 1938
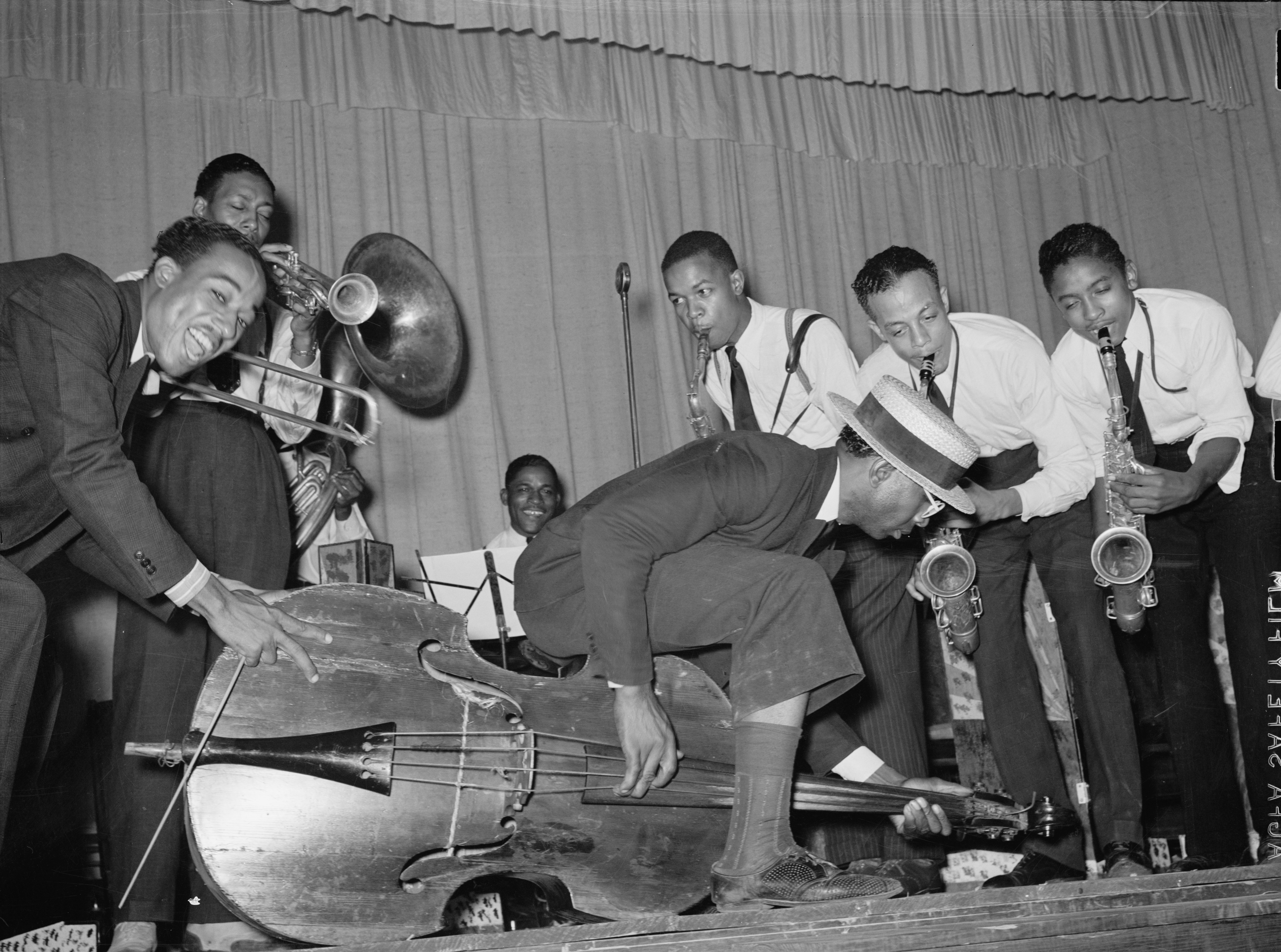
Speciální číslo orchestru, 1938
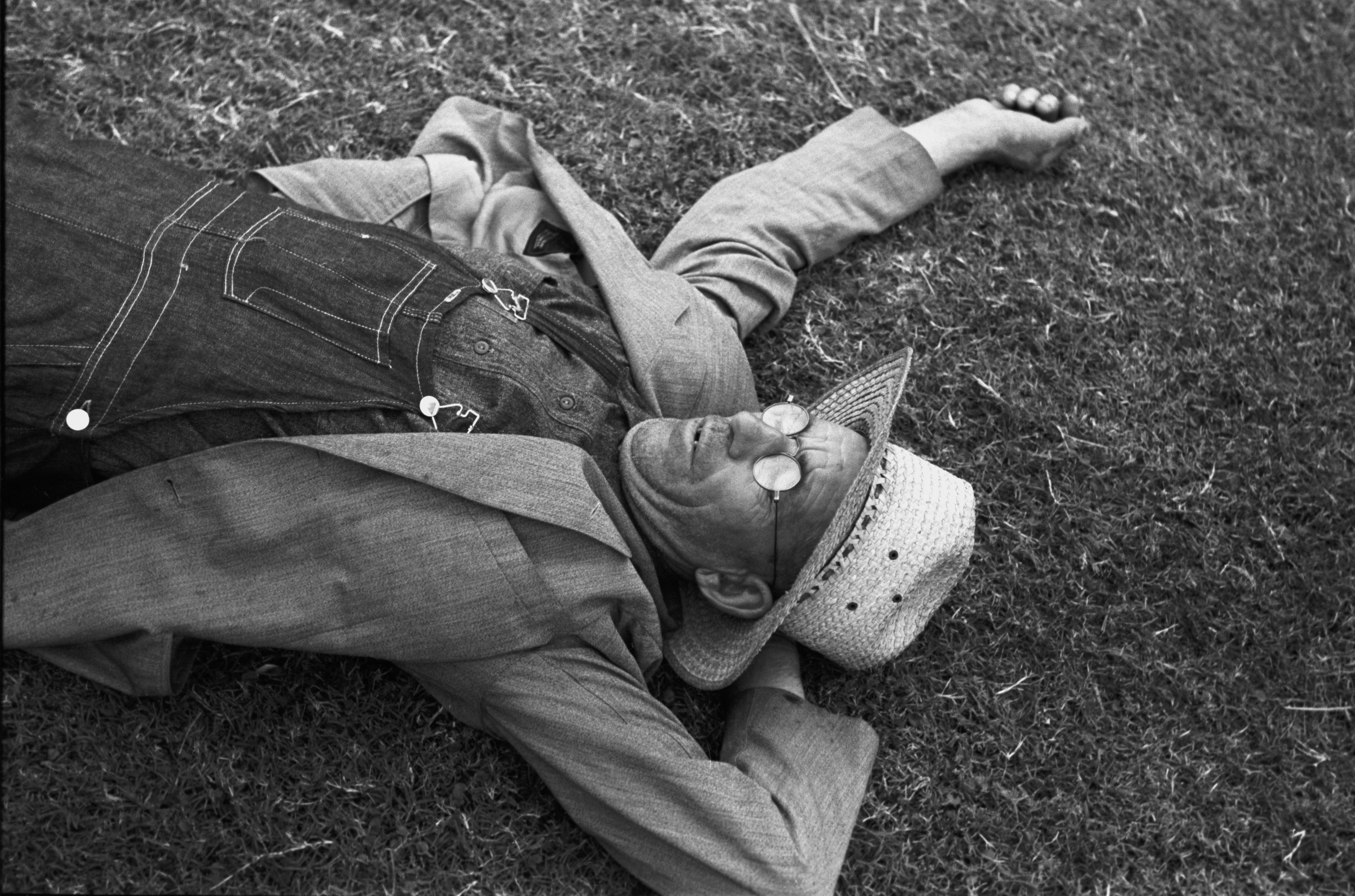
Odpočívající farmář, 1938
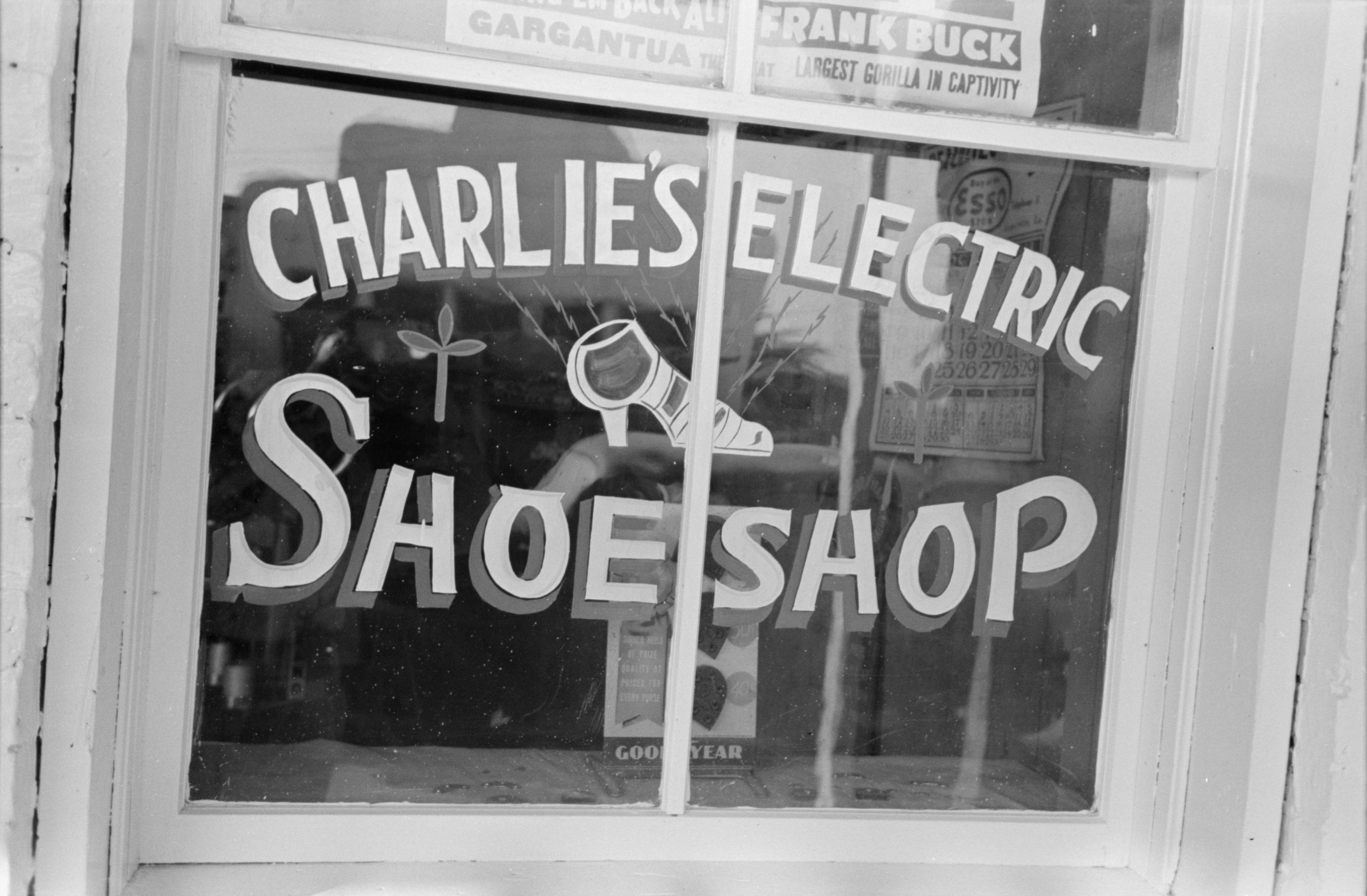
Výloha obchodu Charlie's Electric Shoe Shop, 1938
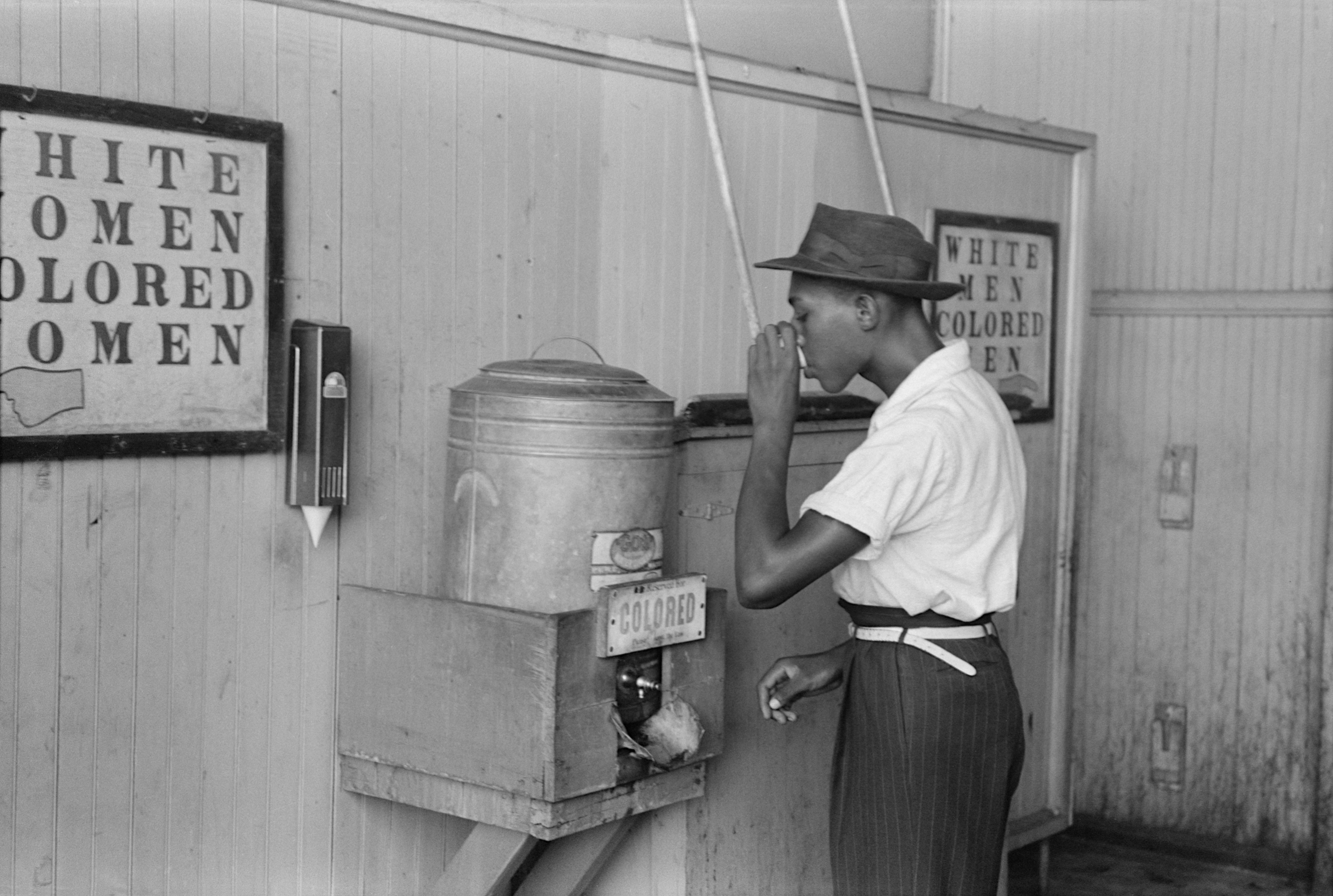
Oddělená fontánka pro „barevné“ v Oklahoma City, 1939
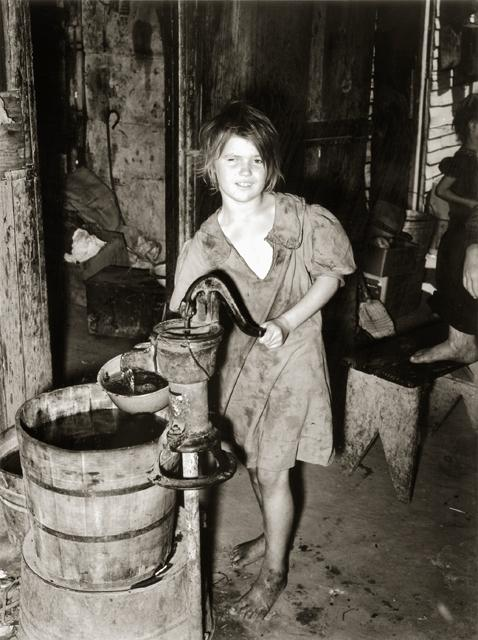
Voda z ruční pumpy, Oklahoma City, 1939
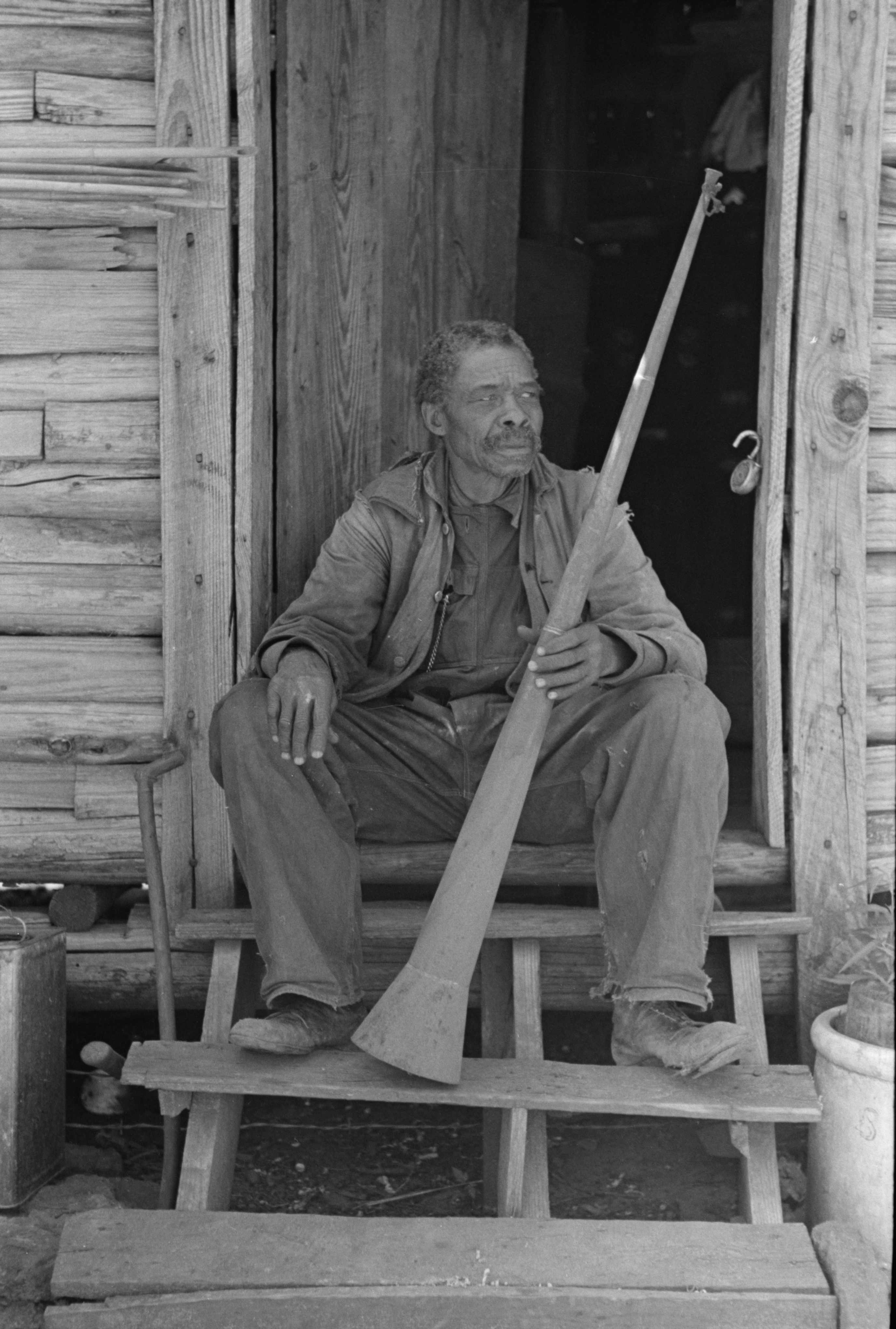
Starý muž narozený v otroctví ukazuje roh, kterým se otroci svolávali, Texas, 1939
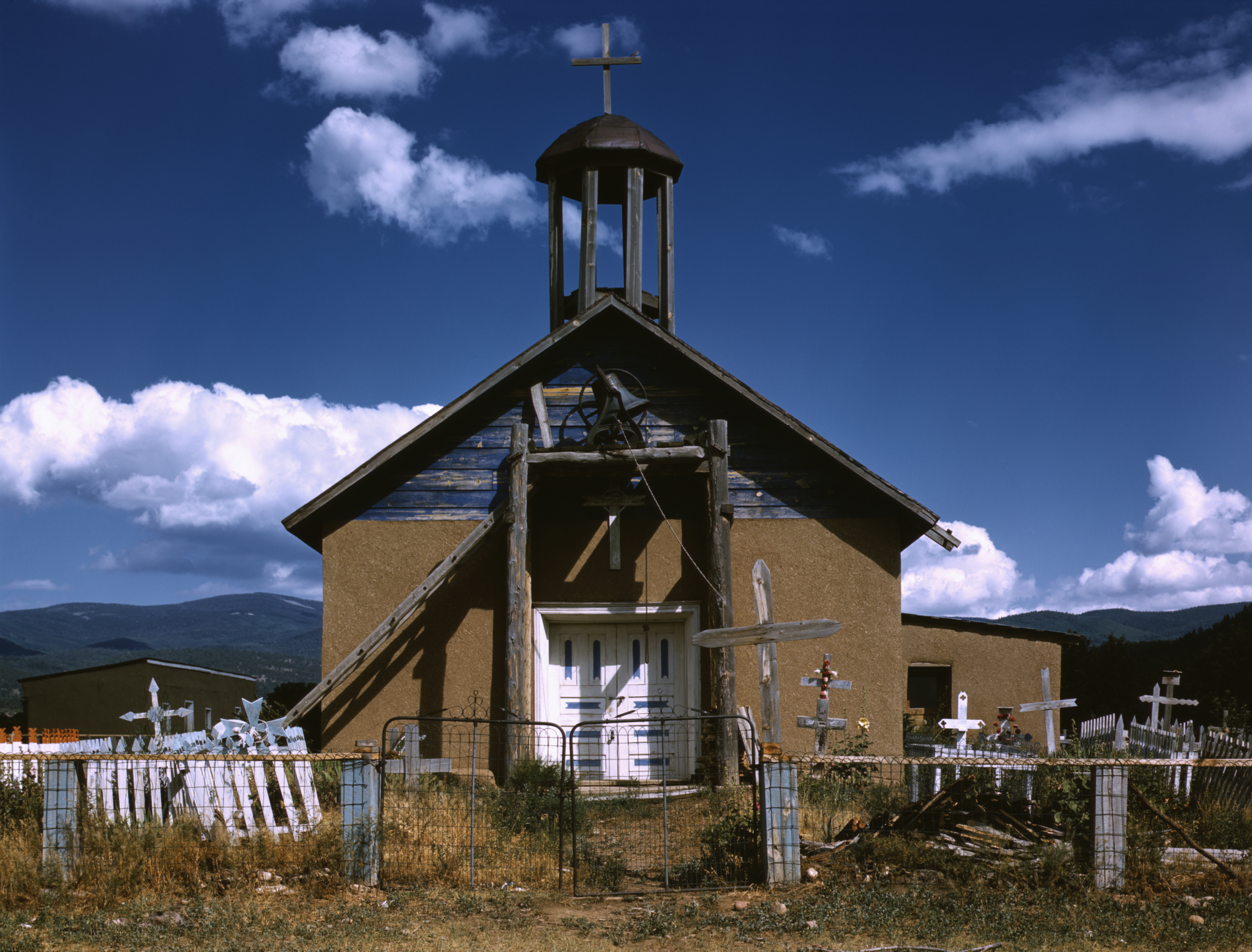
Katolický kostel v Llano, Nové Mexiko, 1940
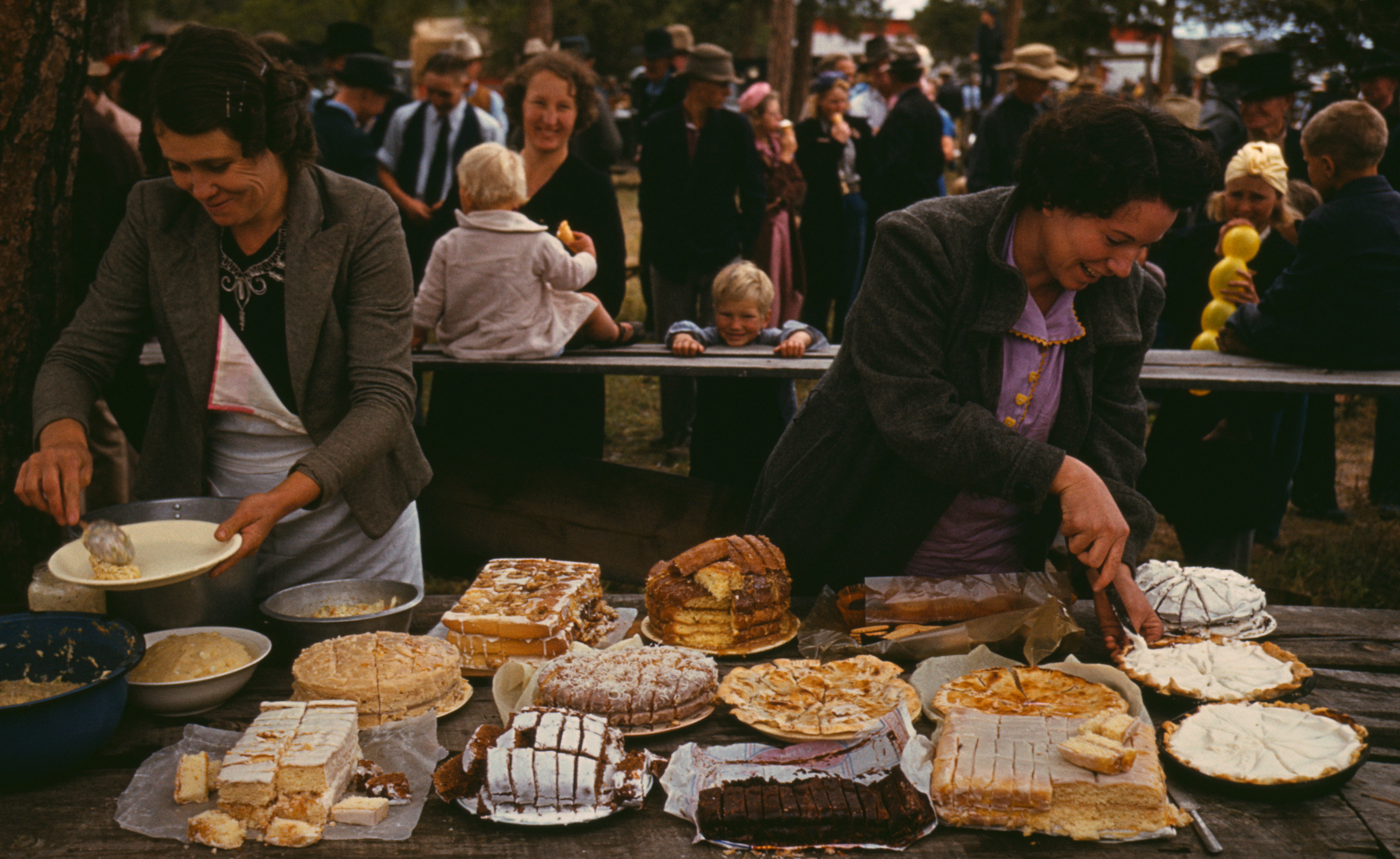
Podávání jídla v Pie Town, 1940
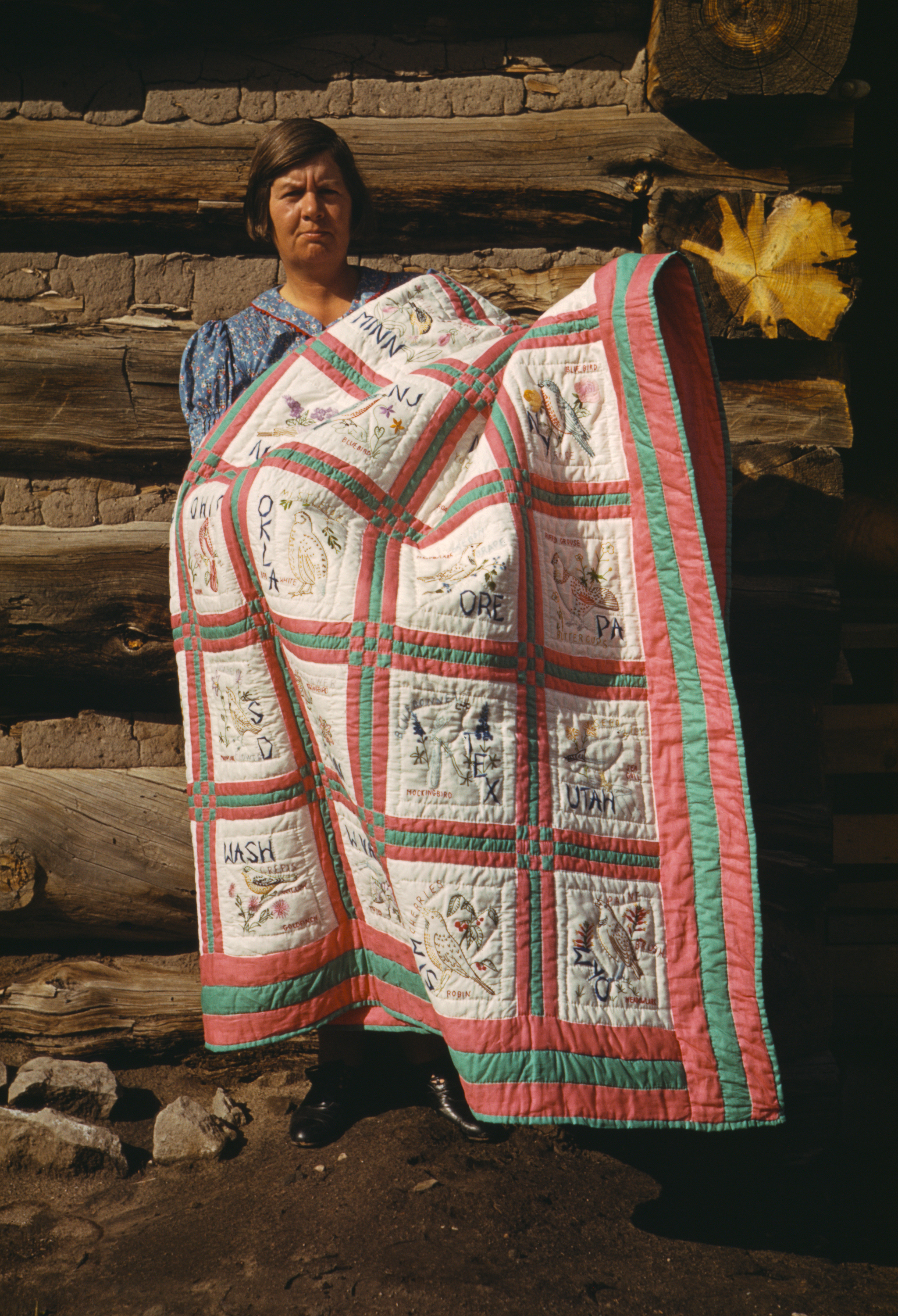
Quilt v Pie Town, 1940
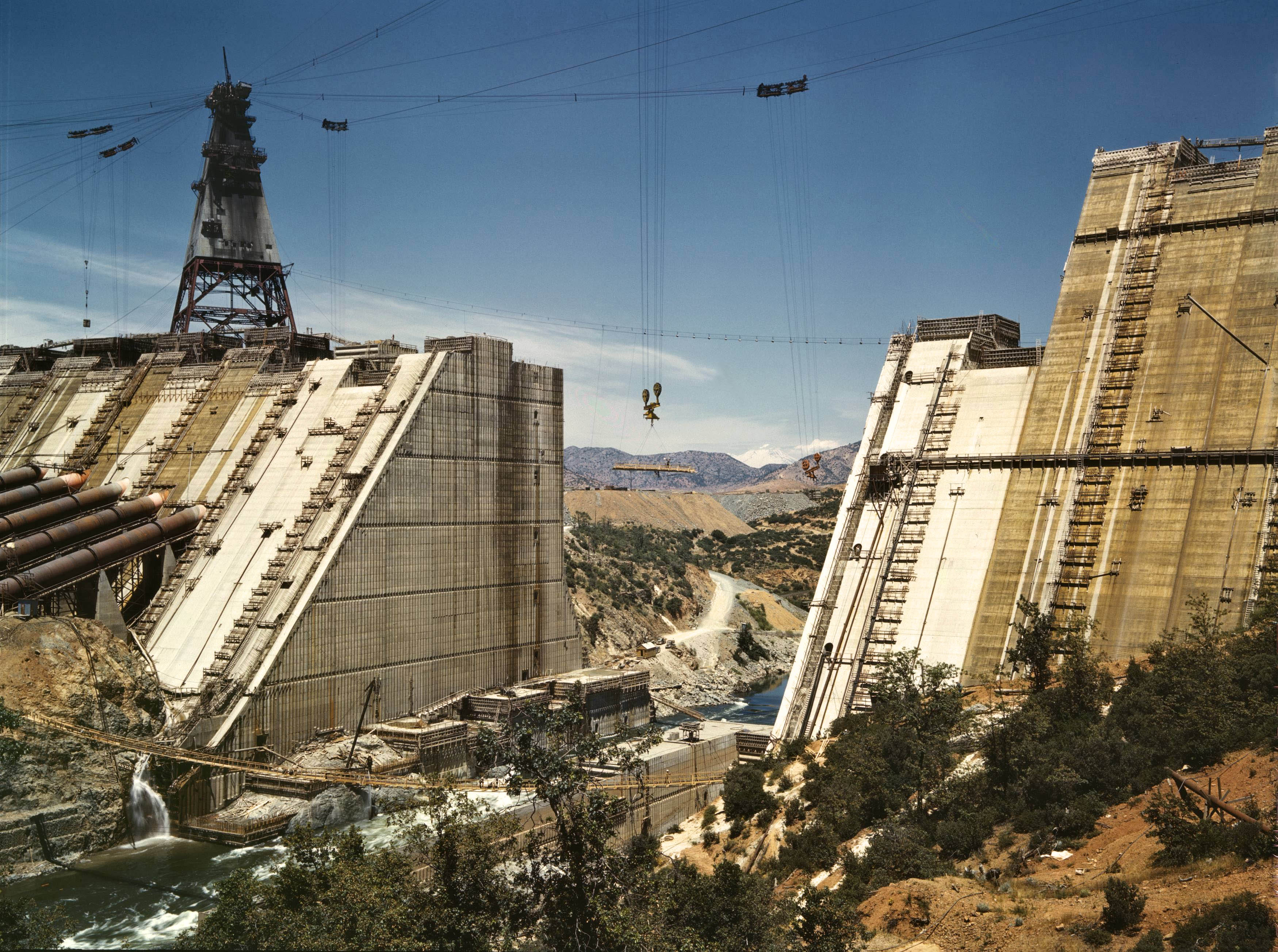
Stavba přehrady Shasta Dam, 1942
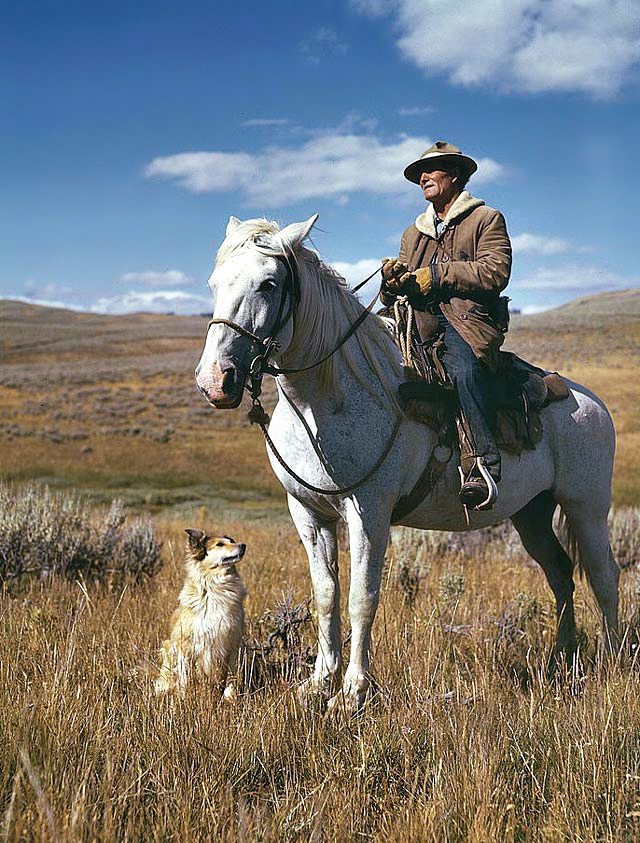
Montanský pastýř, 1942
U.S. airman si nasazuje kyslíkové zařízení, 1942
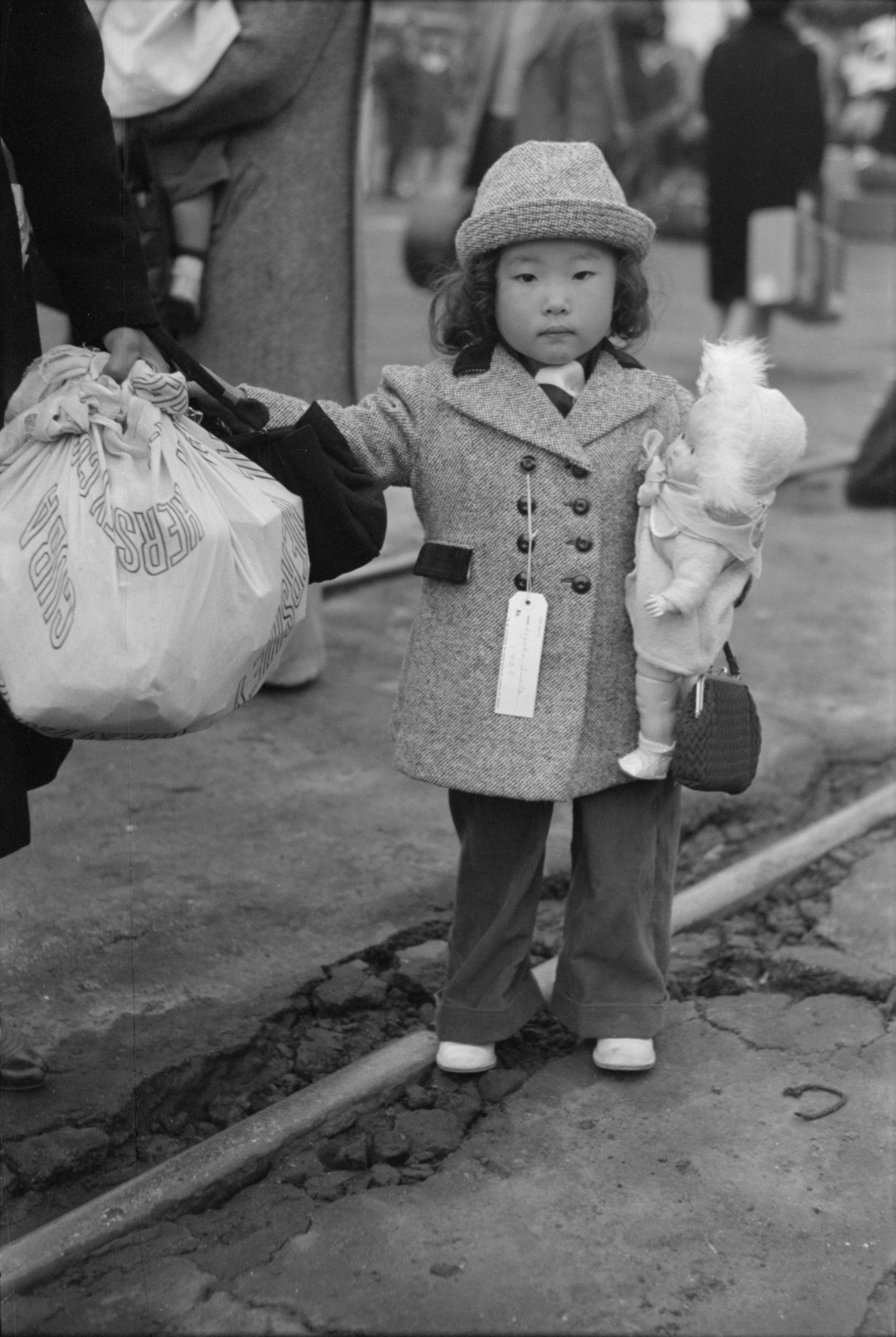
Japonec v americké internaci, 1942
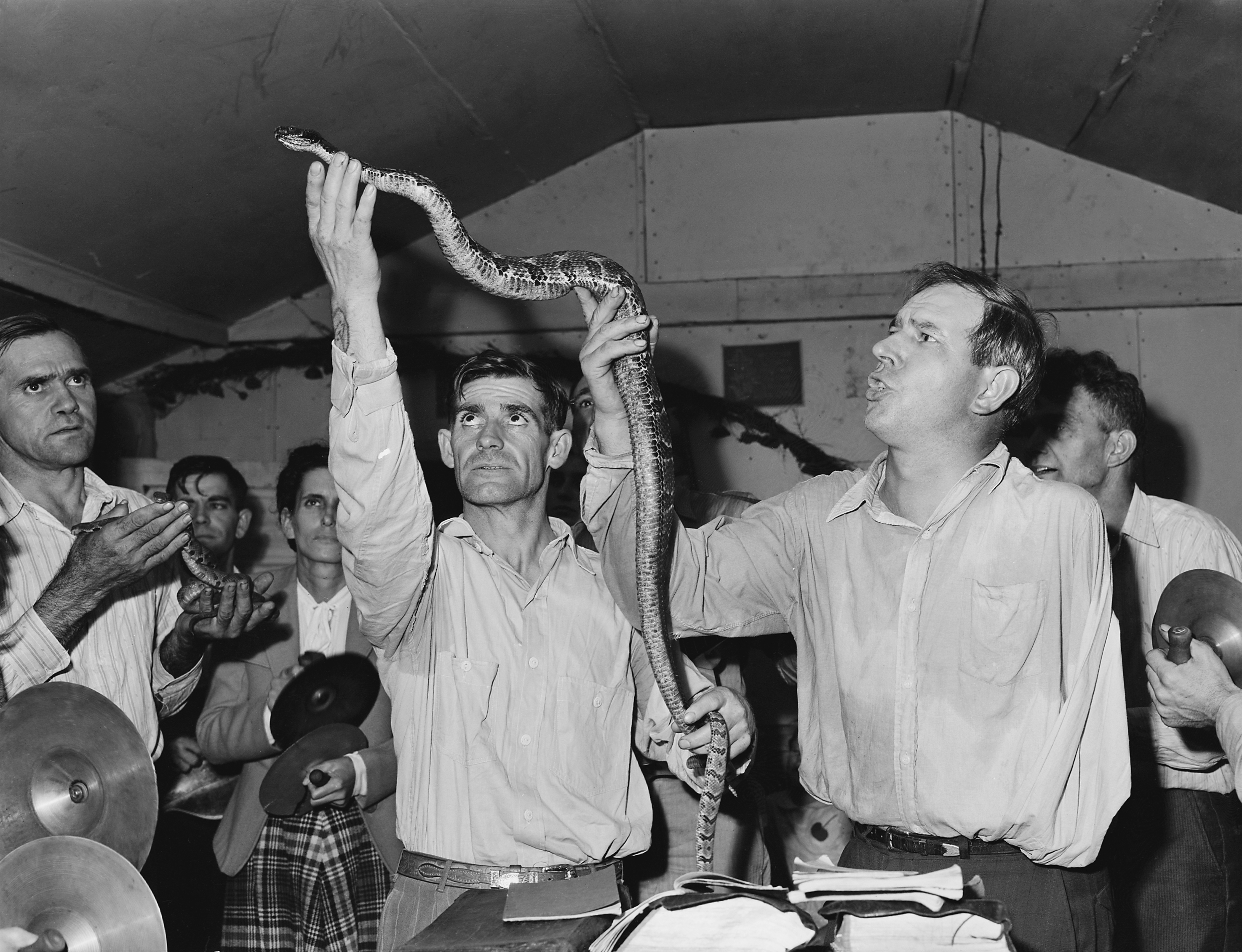
Snake handling v kentuckém kostele, 1946